# Allegro (higo)
Allegro es un cultivar de higuera de tipo higo común Ficus carica autofértil, unífera es decir con una sola cosecha por temporada los higos de verano-otoño, de higos con epidermis con color de fondo verde amarillento y sobre color mancha irregular. Se localiza en Italia, y también cultivado en jardines particulares y colecciones en Estados Unidos.

## Sinonimia
- „Fico Allegro“,[6][7][8]

## Historia
Esta variedad de higuera es oriunda de Italia.

## Características
La higuera 'Albo' es un árbol de tamaño medio, con un porte esparcido, muy vigoroso, muy fértil en la cosecha de higos; sus hojas son mayormente  pentalobuladas (5 lóbulo) con el lóbulo nº 3 el central mayor que el resto y todos con muy poca indentación. Es una variedad unífera de tipo higo común, de producción buena de higos jugosos y dulces.
Los higos son de tipo pequeño de 20 gramos, de forma oblatos, no simétricos; cuello sin tallo medio; costillas indistintas; ostiolo abierto, con escamas de color blanquecino; epidermis con color de fondo verde amarillento y sobre color mancha irregular; pedúnculo cilíndrico, grueso y corto, de color verde. La carne (mesocarpio) de grosor mediano y de color blanco; cavidad interna de tipo mediano, mesocarpio de tipo medio de color blanco; aquenios pequeños y escasos; pulpa jugosa dulce, de color ambarino claro a rojo.

## El cultivo de la higuera
Los higos 'Allegro' son aptos para la siembra con protección en USDA Hardiness Zones 7 a más cálida, su USDA Hardiness Zones óptima es de la 8 a la 10. El fruto de este cultivar es de tamaño mediano, jugoso y muy dulce. Usado principalmente fresco; a veces seco.
Se localiza en Italia, también cultivado en jardines particulares y colecciones en Estados Unidos.